# Тастак (Кызылординская область)
Тастак (каз. Тастақ, до 199? г. — Канал) — село в Аральском районе Кызылординской области Казахстана. Входит в состав Каратеренского сельского округа. Код КАТО — 433245400.

## Население
В 1999 году население села составляло 173 человека (85 мужчин и 88 женщин). По данным переписи 2009 года, в селе проживало 176 человек (95 мужчин и 81 женщина).